# Neobisium moreoticum
Espèce
Neobisium moreoticum est une espèce de pseudoscorpions de la famille des Neobisiidae.

## Distribution
Cette espèce se rencontre en Grèce, en Bulgarie et en Géorgie.

## Description
L'holotype mesure 2,5 mm.

## Étymologie
Son nom d'espèce lui a été donné en référence au lieu de sa découverte, Morée.

## Publication originale
- Beier, 1931 : Zur Kenntnis der troglobionten Neobisien (Pseudoscorp.). Eos, vol. 7, p. 9-23 (texte intégral).